# Фазлулла
Мулла Фазлулла́ (урду ملا فضل اللہ‎, наст. имя Фазал Хайат; 1974, Сват, Пакистан — 14 июня 2018, Кунар, Исламская Республика Афганистан) — один лидеров пакистанских талибов из округа Сват и лидер Техрик-е Нафаз-е Шариат-е Мохаммади.

## Биография
Создал 5-тысячное ополчение и ввел шариатское правление в сентябре 2007 года в горных деревнях округа Сват, что по сути стало открытием нового фронта Вазиристанской войны. Одной из причин выступления стал штурм Красной Мечети пакистанскими спецслужбами в июле 2007 в Исламабаде. В феврале 2009 года Фазлулла заключил перемирие с центральным правительством, которое подразумевало введение шариатского правление в долине Сват.
Согласно американским источникам, убит в результате удара беспилотника 14 июня 2018 года в афганской провинции Кунар.